# Träskonäbb
Träskonäbb (Balaeniceps rex) är en unik afrikansk fågel, den enda i sitt släkte och sin familj. Traditionellt har den placerats i ordningen storkfåglar men anses idag vara nära släkt med pelikaner och förs därför numera till ordningen pelikanfåglar.

## Kännetecken

### Utseende

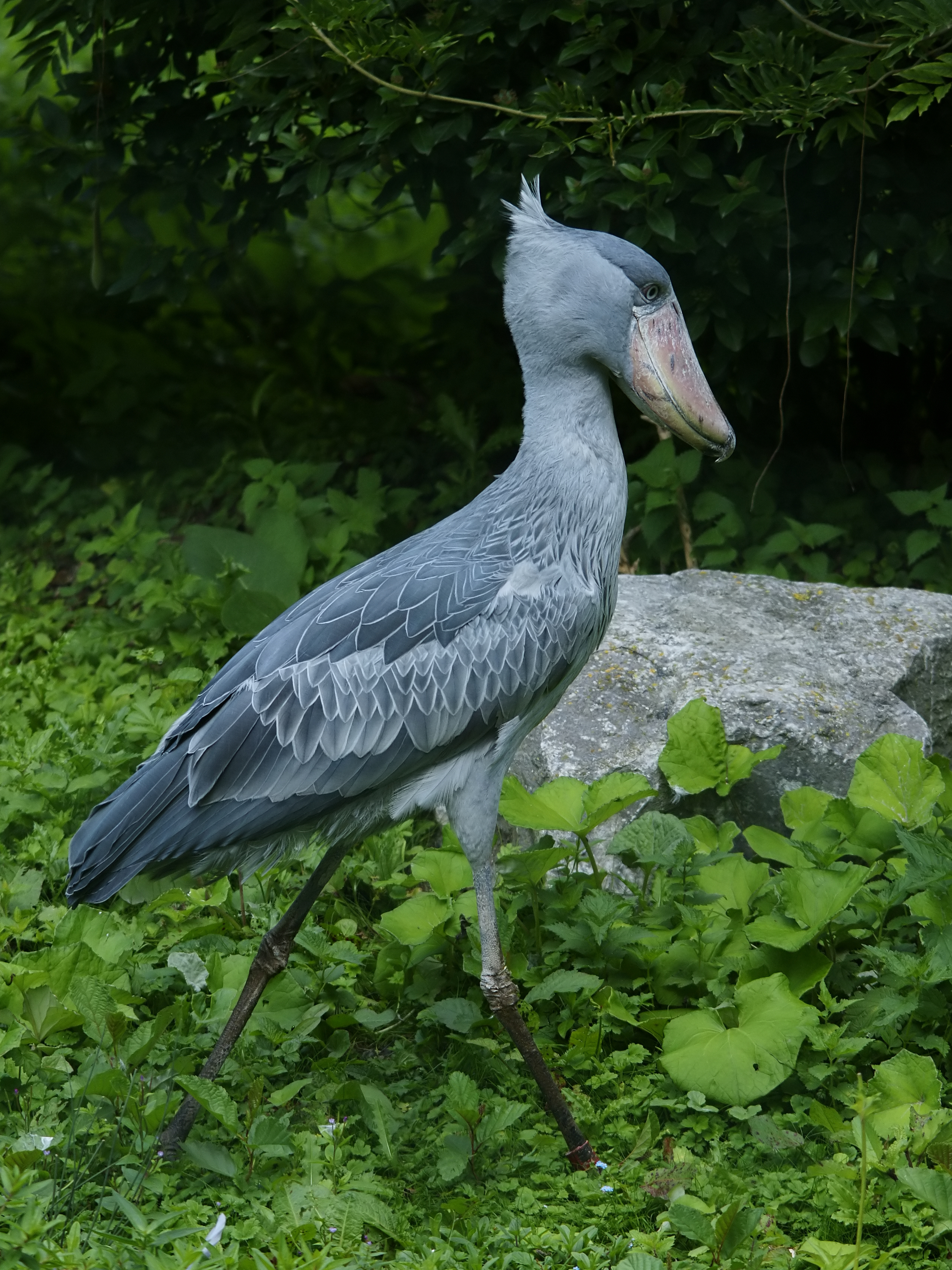
Träskonäbb på zoo i Belgien.

Träskonäbben har en stor och bred näbb med en ljust rosa till orangeaktig grundton med mörka fläckar. Näbbens likhet med nosen hos en val är anledning till fågelns vetenskapliga namn. Med en kroppslängd på 140 - 150 centimeter är träskonäbben en av världens största fåglar. Den är kraftigt byggd med långa ben och tår med kraftiga klor. De adulta fåglarna är övervägande grå med ljusa bräm medan juvenila individer är brunare.

### Läte
Träskonäbben klapprar med sin näbb, vilket är ett sätt att tala till andra varelser. Detta orsakar ett högljutt och ihåligt "dok". Vissa jämför fågelns ljud med det ljudet från en k-pist. 

## Utbredning
Fågeln förekommer i östra Afrika, från Sydsudan och sydvästra Etiopien till södra Kongo-Kinshasa och norra Zambia. Den förekommer även oregelbundet utanför häckningstid i Centralafrikanska republiken.

## Systematik
Träskonäbbens systematik har varit omdiskuterad. Traditionellt placerades den i ordningen storkfåglar (Ciconiiformes), men sentida studier indikerar att den är besläktad med hägrarna och pelikanfåglarna varför den har placerats i ordningen pelikanfåglar (Pelecaniformes).

## Ekologi
Träskonäbben lever i stora sumpmarksområden i stora flockar. Dess föda består huvudsakligen av fisk, framför allt lungfiskar, som den fångar i leriga vattendrag. Den äter även, om än i mindre utsträckning, grodor, ödlor och ormar samt i enstaka fall också vattenlevande fåglar och gnagare. Den födosöker genom att blickstilla med näbben nedåtriktad, avvakta bytet. Sen låter träskonäbben med sin massiva näbb och kroppsmassa falla ner på bytet.
Fågeln placerar sitt bo direkt på marken och lägger vanligtvis två ägg, varav det andra är en försäkring, då endast den först kläckta ungen ges någon större omsorg.

## Status och hot
Den globala populationen beräknas till mellan 5000 och 8000 individer, där majoriteten återfinns i Sudan. BirdLife International har klassat den som sårbar (VU) och det största hotet utgör habitatförstöring, störning och jakt.